# Cassou
Cassou è un dipartimento del Burkina Faso classificato come comune, situato nella provincia  di Ziro, facente parte della Regione del Centro-Ovest.
Il dipartimento si compone del capoluogo e di altri 29 villaggi: Bazawara, Bonapio, Bouro, Bro-Silapoa, Gnansou, Guillan, Kadapra, Kassolo-Tiabona, Kondui, Lenon, Lon, Lué, Néssanon, Névry, Niessan, Ouayou, Oupon, Panassin, Pien, Pindao, Pouré, Prô, Sanyou-Poé, Sourou, Tagnan, Taré, Thiao, Thiaossan-Koporo, Vrassan.